# Eletti al Senato della Repubblica nelle elezioni politiche italiane del 1992
Questo elenco riporta i nomi dei senatori della XI legislatura della Repubblica Italiana dopo le elezioni politiche del 1992, suddivisi per circoscrizione.
| Circoscrizione        | Lista                                         | Eletto                     | Collegio                                |
| --------------------- | --------------------------------------------- | -------------------------- | --------------------------------------- |
| Piemonte              | Democrazia Cristiana                          | Natale Carlotto            | Mondovì                                 |
| Piemonte              | Democrazia Cristiana                          | Francesco Mazzola          | Cuneo - Saluzzo                         |
| Piemonte              | Democrazia Cristiana                          | Gabriele De Rosa           | Alba                                    |
| Piemonte              | Democrazia Cristiana                          | Giovanni Battista Rabino   | Asti                                    |
| Piemonte              | Democrazia Cristiana                          | Ezio Leonardi              | Novara                                  |
| Piemonte              | Democrazia Cristiana                          | Riccardo Triglia           | Casale Monferrato - Chivasso            |
| Piemonte              | Partito Democratico della Sinistra            | Ugo Pecchioli              | Torino Dora Oltre Stura Collina         |
| Piemonte              | Partito Democratico della Sinistra            | Lorenzo Gianotti           | Susa                                    |
| Piemonte              | Partito Democratico della Sinistra            | Gian Giacomo Migone        | Torino Fiat Aeritalia Ferriere          |
| Piemonte              | Partito Democratico della Sinistra            | Alfio Brina                | Alessandria - Tortona                   |
| Piemonte              | Partito Socialista Italiano                   | Margherita Boniver         | Alessandria - Tortona                   |
| Piemonte              | Partito Socialista Italiano                   | Franco Reviglio            | Verbano-Cusio-Ossola                    |
| Piemonte              | Partito Socialista Italiano                   | Roberto Scheda             | Biella                                  |
| Piemonte              | Partito Socialista Italiano                   | Armando Riviera            | Novara                                  |
| Piemonte              | Lega Nord                                     | Giuseppe Bodo              | Biella                                  |
| Piemonte              | Lega Nord                                     | Marco Preioni              | Verbano-Cusio-Ossola                    |
| Piemonte              | Lega Nord                                     | Massimo Scaglione          | Alba                                    |
| Piemonte              | Lega Nord                                     | Claudio Percivalle         | Casale Monferrato - Chivasso            |
| Piemonte              | Partito della Rifondazione Comunista          | Lucio Libertini            | Torino Dora Oltre Stura Collina         |
| Piemonte              | Partito della Rifondazione Comunista          | Adriano Icardi             | Acqui Terme - Novi Ligure               |
| Piemonte              | Movimento Sociale Italiano - Destra Nazionale | Cesare Pozzo               | Torino Centro                           |
| Piemonte              | Partito Repubblicano Italiano                 | Roberto Giunta             | Torino Fiat Aeritalia Ferriere          |
| Piemonte              | Partito Liberale Italiano                     | Giacomo Paire              | Alba                                    |
| Piemonte              | Federazione dei Verdi                         | Pina Maisano Grassi        | Torino Fiat Aeritalia Ferriere          |
| Lombardia             | Democrazia Cristiana                          | Severino Citaristi         | Clusone                                 |
| Lombardia             | Democrazia Cristiana                          | Bruno Ferrari              | Chiari                                  |
| Lombardia             | Democrazia Cristiana                          | Andreino Carrara           | Treviglio                               |
| Lombardia             | Democrazia Cristiana                          | Renato Ravasio             | Bergamo                                 |
| Lombardia             | Democrazia Cristiana                          | Maria Paola Colombo Svevo  | Breno                                   |
| Lombardia             | Democrazia Cristiana                          | Mario Campagnoli           | Crema                                   |
| Lombardia             | Democrazia Cristiana                          | Mino Martinazzoli          | Brescia                                 |
| Lombardia             | Democrazia Cristiana                          | Elio Fontana               | Salò                                    |
| Lombardia             | Democrazia Cristiana                          | Cesare Golfari             | Lecco                                   |
| Lombardia             | Democrazia Cristiana                          | Vittorino Colombo          | Sondrio                                 |
| Lombardia             | Democrazia Cristiana                          | Giuseppe Guzzetti          | Cantù                                   |
| Lombardia             | Democrazia Cristiana                          | Walter Montini             | Cremona                                 |
| Lombardia             | Democrazia Cristiana                          | Giuseppe Zamberletti       | Varese                                  |
| Lombardia             | Democrazia Cristiana                          | Luigi Granelli             | Vimercate                               |
| Lombardia             | Lega Nord                                     | Francesco Speroni          | Busto Arsizio                           |
| Lombardia             | Lega Nord                                     | Gianfranco Miglio          | Como                                    |
| Lombardia             | Lega Nord                                     | Luigi Moretti              | Clusone                                 |
| Lombardia             | Lega Nord                                     | Elia Manara                | Cantù                                   |
| Lombardia             | Lega Nord                                     | Giuseppe Leoni             | Varese                                  |
| Lombardia             | Lega Nord                                     | Luigi Roscia               | Salò                                    |
| Lombardia             | Lega Nord                                     | Gianpaolo Paini            | Sondrio                                 |
| Lombardia             | Lega Nord                                     | Luigi Roveda               | Lecco                                   |
| Lombardia             | Lega Nord                                     | Francesco Tabladini        | Brescia                                 |
| Lombardia             | Lega Nord                                     | Carlo Pisati               | Vigevano                                |
| Lombardia             | Lega Nord                                     | Giancarlo Pagliarini       | Treviglio                               |
| Lombardia             | Partito Democratico della Sinistra            | Giuseppe Chiarante         | Ostiglia                                |
| Lombardia             | Partito Democratico della Sinistra            | Anna Maria Pedrazzi        | Lodi                                    |
| Lombardia             | Partito Democratico della Sinistra            | Marco Pezzoni              | Cremona                                 |
| Lombardia             | Partito Democratico della Sinistra            | Carlo Smuraglia            | Rho                                     |
| Lombardia             | Partito Democratico della Sinistra            | Roberto Borroni            | Mantova                                 |
| Lombardia             | Partito Democratico della Sinistra            | Giovanna Senesi Lombardi   | Milano VI                               |
| Lombardia             | Partito Democratico della Sinistra            | Pierangelo Giovanolla      | Pavia                                   |
| Lombardia             | Partito Socialista Italiano                   | Francesco Forte            | Sondrio                                 |
| Lombardia             | Partito Socialista Italiano                   | Achille Cutrera            | Abbiategrasso                           |
| Lombardia             | Partito Socialista Italiano                   | Giorgio Ruffolo            | Milano VI                               |
| Lombardia             | Partito Socialista Italiano                   | Giorgio Gangi              | Rho                                     |
| Lombardia             | Partito Socialista Italiano                   | Gino Scevarolli            | Ostiglia                                |
| Lombardia             | Partito Socialista Italiano                   | Vittorio Marniga           | Breno                                   |
| Lombardia             | Partito Socialista Italiano                   | Agata Alma Cappiello       | Milano V                                |
| Lombardia             | Partito della Rifondazione Comunista          | Armando Cossutta           | Vigevano                                |
| Lombardia             | Partito della Rifondazione Comunista          | Luigi Vinci                | Rho                                     |
| Lombardia             | Partito della Rifondazione Comunista          | Luigi Meriggi              | Voghera                                 |
| Lombardia             | Partito Repubblicano Italiano                 | Antonio Maccanico          | Milano IV                               |
| Lombardia             | Partito Repubblicano Italiano                 | Giorgio Covi               | Milano III                              |
| Lombardia             | Movimento Sociale Italiano - Destra Nazionale | Giuseppe Resta             | Milano III                              |
| Lombardia             | Partito Liberale Italiano                     | Carlo Scognamiglio Pasini  | Milano I                                |
| Lombardia             | Federazione dei Verdi                         | Fulco Pratesi              | Milano II                               |
| Lombardia             | Lega Alpina Lumbarda                          | Elidio De Paoli            | Clusone                                 |
| Trentino-Alto Adige   | Südtiroler Volkspartei                        | Hans Rubner                | Bressanone                              |
| Trentino-Alto Adige   | Südtiroler Volkspartei                        | Roland Riz                 | Merano                                  |
| Trentino-Alto Adige   | Südtiroler Volkspartei                        | Karl Ferrari               | Bolzano                                 |
| Trentino-Alto Adige   | Democrazia Cristiana                          | Giorgio Postal             | Pergine Valsugana                       |
| Trentino-Alto Adige   | Democrazia Cristiana                          | Alberto Robol              | Rovereto                                |
| Trentino-Alto Adige   | Partito Socialista Italiano                   | Ezio Anesi                 | Pergine Valsugana                       |
| Trentino-Alto Adige   | Lega Nord                                     | Erminio Boso               | Pergine Valsugana                       |
| Veneto                | Democrazia Cristiana                          | Pietro Fabris              | Bassano del Grappa                      |
| Veneto                | Democrazia Cristiana                          | Giovanni Angelo Fontana    | Verona Collina                          |
| Veneto                | Democrazia Cristiana                          | Maurizio Creuso            | Cittadella                              |
| Veneto                | Democrazia Cristiana                          | Daria Minucci              | Este                                    |
| Veneto                | Democrazia Cristiana                          | Giuseppe Doppio            | Schio                                   |
| Veneto                | Democrazia Cristiana                          | Carlo Bernini              | Treviso                                 |
| Veneto                | Democrazia Cristiana                          | Francesco Perina           | Verona Pianura                          |
| Veneto                | Democrazia Cristiana                          | Giuliano Zoso              | Vicenza                                 |
| Veneto                | Democrazia Cristiana                          | Angelo Pavan               | Vittorio Veneto - Montebelluna          |
| Veneto                | Lega Nord                                     | Donato Manfroi             | Belluno                                 |
| Veneto                | Lega Nord                                     | Antonio Serena             | Vittorio Veneto - Montebelluna          |
| Veneto                | Lega Nord                                     | Valentino Perin            | Conegliano - Oderzo                     |
| Veneto                | Lega Nord                                     | Achille Ottaviani          | Verona I                                |
| Veneto                | Partito Democratico della Sinistra            | Maurizio Bacchin           | Chioggia                                |
| Veneto                | Partito Democratico della Sinistra            | Elios Andreini             | Adria                                   |
| Veneto                | Partito Democratico della Sinistra            | Ivana Pellegatti           | Rovigo                                  |
| Veneto                | Partito Socialista Italiano                   | Raimondo Galuppo           | Adria                                   |
| Veneto                | Partito Socialista Italiano                   | Gino Giugni                | San Donà di Piave                       |
| Veneto                | Partito Socialista Italiano                   | Domenico Romeo             | Rovigo                                  |
| Veneto                | Partito della Rifondazione Comunista          | Roberto Giollo             | Adria                                   |
| Veneto                | Movimento Sociale Italiano - Destra Nazionale | Paolo Danieli              | Verona I                                |
| Veneto                | Partito Repubblicano Italiano                 | Luciano Benetton           | Treviso                                 |
| Veneto                | Lega Autonomia Veneta                         | Pierluigi Ronzani          | Conegliano - Oderzo                     |
| Friuli-Venezia Giulia | Democrazia Cristiana                          | Paolo Micolini             | Cividale del Friuli                     |
| Friuli-Venezia Giulia | Democrazia Cristiana                          | Giovanni Di Benedetto      | Pordenone                               |
| Friuli-Venezia Giulia | Democrazia Cristiana                          | Diego Carpenedo            | Tolmezzo                                |
| Friuli-Venezia Giulia | Partito Socialista Italiano                   | Arduino Agnelli            | Trieste I                               |
| Friuli-Venezia Giulia | Partito Socialista Italiano                   | Franco Castiglione         | Tolmezzo                                |
| Friuli-Venezia Giulia | Partito Democratico della Sinistra            | Darko Bratina              | Gorizia                                 |
| Friuli-Venezia Giulia | Lega Nord                                     | Rinaldo Bosco              | Tolmezzo                                |
| Liguria               | Democrazia Cristiana                          | Bruno Orsini               | Chiavari                                |
| Liguria               | Democrazia Cristiana                          | Gian Carlo Ruffino         | Savona                                  |
| Liguria               | Democrazia Cristiana                          | Lorenzo Acquarone          | Imperia                                 |
| Liguria               | Partito Democratico della Sinistra            | Carlo Rognoni              | Genova I                                |
| Liguria               | Partito Democratico della Sinistra            | Maria Grazia Daniele Galdi | Genova II                               |
| Liguria               | Partito Democratico della Sinistra            | Giovanni Lorenzo Forcieri  | La Spezia                               |
| Liguria               | Lega Nord                                     | Andrea Guglieri            | Imperia                                 |
| Liguria               | Lega Nord                                     | Sergio Cappelli            | Savona                                  |
| Liguria               | Partito Socialista Italiano                   | Antonello Pischedda        | La Spezia                               |
| Liguria               | Partito della Rifondazione Comunista          | Giuliano Boffardi          | Genova II                               |
| Emilia-Romagna        | Partito Democratico della Sinistra            | Luciano Guerzoni           | Carpi                                   |
| Emilia-Romagna        | Partito Democratico della Sinistra            | Aureliana Alberici         | Bologna - Imola                         |
| Emilia-Romagna        | Partito Democratico della Sinistra            | Fausto Giovanelli          | Reggio Emilia                           |
| Emilia-Romagna        | Partito Democratico della Sinistra            | Vincenzo Visco             | Bologna II                              |
| Emilia-Romagna        | Partito Democratico della Sinistra            | Arrigo Boldrini            | Ravenna                                 |
| Emilia-Romagna        | Partito Democratico della Sinistra            | Filippo Cavazzuti          | Modena                                  |
| Emilia-Romagna        | Partito Democratico della Sinistra            | Terzo Pierani              | Rimini                                  |
| Emilia-Romagna        | Partito Democratico della Sinistra            | Silvia Barbieri            | Portomaggiore                           |
| Emilia-Romagna        | Partito Democratico della Sinistra            | Ada Valeria Fabj Ramous    | Bologna I                               |
| Emilia-Romagna        | Democrazia Cristiana                          | Giampaolo Mora             | Borgo Val di Taro - Salsomaggiore Terme |
| Emilia-Romagna        | Democrazia Cristiana                          | Giovanni Manzini           | Fiorenzuola d'Arda - Fidenza            |
| Emilia-Romagna        | Democrazia Cristiana                          | Franco Bonferroni          | Castelnovo ne' Monti - Sassuolo         |
| Emilia-Romagna        | Democrazia Cristiana                          | Franco Ricci               | Forlì - Faenza                          |
| Emilia-Romagna        | Democrazia Cristiana                          | Armando Foschi             | Rimini                                  |
| Emilia-Romagna        | Partito Socialista Italiano                   | Luigi Covatta              | Portomaggiore                           |
| Emilia-Romagna        | Partito Socialista Italiano                   | Fabio Fabbri               | Borgo Val di Taro - Salsomaggiore Terme |
| Emilia-Romagna        | Lega Nord                                     | Angiola Zilli              | Piacenza                                |
| Emilia-Romagna        | Lega Nord                                     | Marcello Staglieno         | Parma                                   |
| Emilia-Romagna        | Partito della Rifondazione Comunista          | Luigi Grassani             | Fiorenzuola d'Arda - Fidenza            |
| Emilia-Romagna        | Partito della Rifondazione Comunista          | Vittorio Parisi            | Borgo Val di Taro - Salsomaggiore Terme |
| Emilia-Romagna        | Partito Repubblicano Italiano                 | Libero Gualtieri           | Cesena                                  |
| Toscana               | Partito Democratico della Sinistra            | Francesco Nerli            | Siena                                   |
| Toscana               | Partito Democratico della Sinistra            | Grazia Zuffa               | Firenze II                              |
| Toscana               | Partito Democratico della Sinistra            | Roberto Benvenuti          | Livorno                                 |
| Toscana               | Partito Democratico della Sinistra            | Anna Maria Bucciarelli     | Prato                                   |
| Toscana               | Partito Democratico della Sinistra            | Monica Bettoni Brandani    | Montevarchi                             |
| Toscana               | Partito Democratico della Sinistra            | Maria Taddei               | Volterra                                |
| Toscana               | Partito Democratico della Sinistra            | Adalberto Minucci          | Firenze III                             |
| Toscana               | Democrazia Cristiana                          | Mauro Favilla              | Lucca                                   |
| Toscana               | Democrazia Cristiana                          | Antonio Graziani           | Viareggio                               |
| Toscana               | Democrazia Cristiana                          | Ivo Butini                 | Montevarchi                             |
| Toscana               | Democrazia Cristiana                          | Tullio Innocenti           | Arezzo                                  |
| Toscana               | Democrazia Cristiana                          | Albino Fontana             | Massa - Carrara                         |
| Toscana               | Partito Socialista Italiano                   | Luciano Giorgi             | Grosseto                                |
| Toscana               | Partito Socialista Italiano                   | Massimo Baldini            | Viareggio                               |
| Toscana               | Partito Socialista Italiano                   | Vittorio Liberatori        | Arezzo                                  |
| Toscana               | Partito della Rifondazione Comunista          | Fausto Marchetti           | Massa - Carrara                         |
| Toscana               | Partito della Rifondazione Comunista          | Edda Fagni                 | Livorno                                 |
| Toscana               | Movimento Sociale Italiano - Destra Nazionale | Giuseppe Turini            | Grosseto                                |
| Toscana               | Partito Repubblicano Italiano                 | Giovanni Ferrara           | Firenze I                               |
| Umbria                | Partito Democratico della Sinistra            | Venanzio Nocchi            | Città di Castello                       |
| Umbria                | Partito Democratico della Sinistra            | Graziella Tossi Brutti     | Perugia II                              |
| Umbria                | Partito Democratico della Sinistra            | Luciano Lama               | Orvieto                                 |
| Umbria                | Democrazia Cristiana                          | Learco Saporito            | Foligno - Spoleto                       |
| Umbria                | Democrazia Cristiana                          | Luciano Radi               | Perugia I                               |
| Umbria                | Partito Socialista Italiano                   | Giorgio Casoli             | Perugia I                               |
| Umbria                | Partito della Rifondazione Comunista          | Aldo Sartori               | Città di Castello                       |
| Marche                | Democrazia Cristiana                          | Carlo Ballesi              | Macerata                                |
| Marche                | Democrazia Cristiana                          | Francesco Merloni          | Ascoli Piceno                           |
| Marche                | Democrazia Cristiana                          | Sandro Fontana             | Fermo                                   |
| Marche                | Partito Democratico della Sinistra            | Giorgio Londei             | Urbino                                  |
| Marche                | Partito Democratico della Sinistra            | Marcello Stefanini         | Pesaro - Fano                           |
| Marche                | Partito Democratico della Sinistra            | Luana Angeloni             | Jesi - Senigallia                       |
| Marche                | Partito Socialista Italiano                   | Wolfango Zappasodi         | Ascoli Piceno                           |
| Marche                | Partito della Rifondazione Comunista          | Primo Galdelli             | Jesi - Senigallia                       |
| Lazio                 | Democrazia Cristiana                          | Delio Redi                 | Latina                                  |
| Lazio                 | Democrazia Cristiana                          | Angelo Picano              | Sora - Cassino                          |
| Lazio                 | Democrazia Cristiana                          | Claudio Vitalone           | Frosinone                               |
| Lazio                 | Democrazia Cristiana                          | Aldo De Matteo             | Viterbo                                 |
| Lazio                 | Democrazia Cristiana                          | Manlio Ianni               | Rieti                                   |
| Lazio                 | Democrazia Cristiana                          | Bruno Lazzaro              | Roma VII                                |
| Lazio                 | Democrazia Cristiana                          | Carlo Merolli              | Tivoli                                  |
| Lazio                 | Democrazia Cristiana                          | Paolo Cabras               | Roma V                                  |
| Lazio                 | Democrazia Cristiana                          | Carlo Tani                 | Civitavecchia                           |
| Lazio                 | Partito Democratico della Sinistra            | Giglia Tedesco Tatò        | Roma III                                |
| Lazio                 | Partito Democratico della Sinistra            | Mario Tronti               | Roma IV                                 |
| Lazio                 | Partito Democratico della Sinistra            | Cesare Salvi               | Civitavecchia                           |
| Lazio                 | Partito Democratico della Sinistra            | Alcibiade Boratto          | Tivoli                                  |
| Lazio                 | Partito Democratico della Sinistra            | Ugo Sposetti               | Viterbo                                 |
| Lazio                 | Partito Democratico della Sinistra            | Franca D'Alessandro Prisco | Roma VII                                |
| Lazio                 | Partito Democratico della Sinistra            | Massimo Brutti             | Roma VI                                 |
| Lazio                 | Partito Socialista Italiano                   | Massimo Struffi            | Sora - Cassino                          |
| Lazio                 | Partito Socialista Italiano                   | Maurizio Calvi             | Latina                                  |
| Lazio                 | Partito Socialista Italiano                   | Antonio Muratore           | Tivoli                                  |
| Lazio                 | Partito Socialista Italiano                   | Fabrizio Cicchitto         | Rieti                                   |
| Lazio                 | Movimento Sociale Italiano - Destra Nazionale | Ferdinando Signorelli      | Viterbo                                 |
| Lazio                 | Movimento Sociale Italiano - Destra Nazionale | Romano Misserville         | Frosinone                               |
| Lazio                 | Movimento Sociale Italiano - Destra Nazionale | Bruno Magliocchetti        | Sora - Cassino                          |
| Lazio                 | Partito della Rifondazione Comunista          | Gennaro Lopez              | Roma III                                |
| Lazio                 | Partito della Rifondazione Comunista          | Angelo Dionisi             | Rieti                                   |
| Lazio                 | Partito Repubblicano Italiano                 | Bruno Visentini            | Roma I                                  |
| Abruzzo               | Democrazia Cristiana                          | Rosa Russo Iervolino       | Lanciano - Vasto                        |
| Abruzzo               | Democrazia Cristiana                          | Germano De Cinque          | Chieti                                  |
| Abruzzo               | Democrazia Cristiana                          | Marco Conti                | Avezzano                                |
| Abruzzo               | Democrazia Cristiana                          | Enzo Lombardi              | L'Aquila - Sulmona                      |
| Abruzzo               | Partito Democratico della Sinistra            | Glauco Torlontano          | Pescara                                 |
| Abruzzo               | Partito Democratico della Sinistra            | Antonio Franchi            | Teramo                                  |
| Abruzzo               | Partito Socialista Italiano                   | Elena Marinucci            | L'Aquila - Sulmona                      |
| Molise                | Democrazia Cristiana                          | Osvaldo Di Lembo           | Larino                                  |
| Molise                | Lista per il Molise                           | Luigi Biscardi             | Campobasso - Isernia                    |
| Campania              | Democrazia Cristiana                          | Salverino De Vito          | Sant'Angelo dei Lombardi                |
| Campania              | Democrazia Cristiana                          | Antonio Gava               | Cerreto Sannita                         |
| Campania              | Democrazia Cristiana                          | Nicola Mancino             | Avellino                                |
| Campania              | Democrazia Cristiana                          | Ortensio Zecchino          | Benevento - Ariano Irpino               |
| Campania              | Democrazia Cristiana                          | Antonio Ventre             | Caserta                                 |
| Campania              | Democrazia Cristiana                          | Michele Pinto              | Sala Consilina - Vallo della Lucania    |
| Campania              | Democrazia Cristiana                          | Vincenzo Meo               | Nola                                    |
| Campania              | Democrazia Cristiana                          | Arcangelo Lobianco         | Piedimonte Matese - Sessa Aurunca       |
| Campania              | Democrazia Cristiana                          | Flaminio Piccoli           | Castellammare di Stabia                 |
| Campania              | Democrazia Cristiana                          | Mario Condorelli           | Napoli I                                |
| Campania              | Democrazia Cristiana                          | Alfredo Bargi              | Napoli VI                               |
| Campania              | Partito Democratico della Sinistra            | Gerardo Chiaromonte        | Napoli VI                               |
| Campania              | Partito Democratico della Sinistra            | Umberto Ranieri            | Napoli V                                |
| Campania              | Partito Democratico della Sinistra            | Enrico Pelella             | Torre del Greco                         |
| Campania              | Partito Democratico della Sinistra            | Giuseppe Luongo            | Napoli I                                |
| Campania              | Partito Democratico della Sinistra            | Maria Grazia Pagano        | Napoli II                               |
| Campania              | Partito Socialista Italiano                   | Antonio Innamorato         | Sala Consilina - Vallo della Lucania    |
| Campania              | Partito Socialista Italiano                   | Michele Sellitti           | Nocera Inferiore                        |
| Campania              | Partito Socialista Italiano                   | Luigi Franza               | Benevento - Ariano Irpino               |
| Campania              | Partito Socialista Italiano                   | Raffaele Russo             | Nola                                    |
| Campania              | Partito Socialista Italiano                   | Giuseppe Russo             | Afragola                                |
| Campania              | Movimento Sociale Italiano - Destra Nazionale | Franco Pontone             | Napoli IV                               |
| Campania              | Movimento Sociale Italiano - Destra Nazionale | Antonio Rastrelli          | Napoli III                              |
| Campania              | Movimento Sociale Italiano - Destra Nazionale | Michele Florino            | Napoli V                                |
| Campania              | Partito della Rifondazione Comunista          | Luigi Manna                | Napoli VI                               |
| Campania              | Partito della Rifondazione Comunista          | Ersilia Salvato            | Torre del Greco                         |
| Campania              | Partito Repubblicano Italiano                 | Armando Stefanelli         | Piedimonte Matese - Sessa Aurunca       |
| Campania              | Partito Liberale Italiano                     | Luigi Compagna             | Napoli III                              |
| Campania              | Federazione dei Verdi                         | Anna Maria Procacci        | Napoli II                               |
| Campania              | Partito Socialista Democratico Italiano       | Pasquale Ferrara           | Caserta                                 |
| Puglia                | Democrazia Cristiana                          | Vincenzo De Cosmo          | Molfetta                                |
| Puglia                | Democrazia Cristiana                          | Giuseppe Giacovazzo        | Tricase                                 |
| Puglia                | Democrazia Cristiana                          | Giorgio De Giuseppe        | Gallipoli - Galatina                    |
| Puglia                | Democrazia Cristiana                          | Giuseppe Giovanniello      | Altamura                                |
| Puglia                | Democrazia Cristiana                          | Vincenzo Francesco Russo   | Foggia - San Severo                     |
| Puglia                | Democrazia Cristiana                          | Angelo Bernassola          | Martina Franca                          |
| Puglia                | Democrazia Cristiana                          | Emilio Pulli               | Lecce                                   |
| Puglia                | Partito Democratico della Sinistra            | Ippazio Stefano            | Taranto                                 |
| Puglia                | Partito Democratico della Sinistra            | Rocco Vito Loreto          | Martina Franca                          |
| Puglia                | Partito Democratico della Sinistra            | Cosimo Masiello            | Brindisi                                |
| Puglia                | Partito Democratico della Sinistra            | Giovanni Pellegrino        | Lecce                                   |
| Puglia                | Partito Socialista Italiano                   | Nicola Putignano           | Monopoli                                |
| Puglia                | Partito Socialista Italiano                   | Costantino Dell'Osso       | Lucera                                  |
| Puglia                | Partito Socialista Italiano                   | Gennaro Acquaviva          | Tricase                                 |
| Puglia                | Partito Socialista Italiano                   | Maria Rosaria Manieri      | Gallipoli - Galatina                    |
| Puglia                | Movimento Sociale Italiano - Destra Nazionale | Giuseppe Specchia          | Brindisi                                |
| Puglia                | Movimento Sociale Italiano - Destra Nazionale | Roberto Visibelli          | Barletta - Trani                        |
| Puglia                | Movimento Sociale Italiano - Destra Nazionale | Giuseppe Mininni-Iannuzzi  | Bitonto                                 |
| Puglia                | Partito della Rifondazione Comunista          | Francesco Raffaele Piccolo | Molfetta                                |
| Puglia                | Partito Repubblicano Italiano                 | Giuseppe Dipaola           | Barletta - Trani                        |
| Puglia                | Partito Socialista Democratico Italiano       | Antonio Coppi              | Altamura                                |
| Basilicata            | Democrazia Cristiana                          | Saverio D'Amelio           | Tricarico                               |
| Basilicata            | Democrazia Cristiana                          | Romualdo Coviello          | Corleto Perticara                       |
| Basilicata            | Democrazia Cristiana                          | Carmelo Azzarà             | Potenza                                 |
| Basilicata            | Democrazia Cristiana                          | Mario Di Nubila            | Lagonegro                               |
| Basilicata            | Partito Socialista Italiano                   | Antonio Vozzi              | Lagonegro                               |
| Basilicata            | Partito Socialista Italiano                   | Luigi Pierri               | Corleto Perticara                       |
| Basilicata            | Partito Democratico della Sinistra            | Giuseppe Brescia           | Melfi                                   |
| Calabria              | Democrazia Cristiana                          | Francesco Covello          | Castrovillari - Paola                   |
| Calabria              | Democrazia Cristiana                          | Antonino Murmura           | Vibo Valentia                           |
| Calabria              | Democrazia Cristiana                          | Francesco Pistoia          | Rossano                                 |
| Calabria              | Democrazia Cristiana                          | Angelo Donato              | Catanzaro                               |
| Calabria              | Democrazia Cristiana                          | Bruno Napoli               | Locri                                   |
| Calabria              | Lista per la Calabria                         | Maurizio Mesoraca          | Crotone                                 |
| Calabria              | Lista per la Calabria                         | Carmine Garofalo           | Cosenza                                 |
| Calabria              | Partito Socialista Italiano                   | Salvatore Frasca           | Rossano                                 |
| Calabria              | Partito Socialista Italiano                   | Sisinio Zito               | Locri                                   |
| Calabria              | Partito della Rifondazione Comunista          | Virgilio Condarcuri        | Locri                                   |
| Calabria              | Movimento Sociale Italiano - Destra Nazionale | Renato Meduri              | Reggio Calabria                         |
| Sicilia               | Democrazia Cristiana                          | Carmelo Santalco           | Barcellona Pozzo di Gotto               |
| Sicilia               | Democrazia Cristiana                          | Luigi Genovese             | Patti                                   |
| Sicilia               | Democrazia Cristiana                          | Francesco Parisi           | Caltagirone                             |
| Sicilia               | Democrazia Cristiana                          | Stefano Cusumano           | Sciacca                                 |
| Sicilia               | Democrazia Cristiana                          | Michele Lauria             | Enna                                    |
| Sicilia               | Democrazia Cristiana                          | Niccolò Grassi Bertazzi    | Acireale                                |
| Sicilia               | Democrazia Cristiana                          | Andrea Zangara             | Corleone - Bagheria                     |
| Sicilia               | Democrazia Cristiana                          | Vincenzo Inzerillo         | Palermo II                              |
| Sicilia               | Democrazia Cristiana                          | Giovanni Coco              | Caltanissetta                           |
| Sicilia               | Democrazia Cristiana                          | Umberto Cappuzzo           | Termini Imerese - Cefalù                |
| Sicilia               | Partito Socialista Italiano                   | Pietro Pizzo               | Trapani                                 |
| Sicilia               | Partito Socialista Italiano                   | Giovanni Ricevuto          | Messina                                 |
| Sicilia               | Partito Socialista Italiano                   | Franco Cimino              | Patti                                   |
| Sicilia               | Partito Socialista Italiano                   | Santi Rapisarda            | Acireale                                |
| Sicilia               | Partito Democratico della Sinistra            | Concetto Scivoletto        | Ragusa                                  |
| Sicilia               | Partito Democratico della Sinistra            | Francesco Greco            | Siracusa                                |
| Sicilia               | Partito Democratico della Sinistra            | Michelangelo Russo         | Sciacca                                 |
| Sicilia               | La Rete                                       | Carmine Mancuso            | Palermo I                               |
| Sicilia               | La Rete                                       | Vito Ferrara               | Caltanissetta                           |
| Sicilia               | La Rete                                       | Girolamo Cannariato        | Corleone - Bagheria                     |
| Sicilia               | Movimento Sociale Italiano - Destra Nazionale | Maria Luisa Moltisanti     | Noto                                    |
| Sicilia               | Movimento Sociale Italiano - Destra Nazionale | Cristoforo Filetti         | Acireale                                |
| Sicilia               | Partito della Rifondazione Comunista          | Salvatore Crocetta         | Piazza Armerina                         |
| Sicilia               | Partito Repubblicano Italiano                 | Vincenzo Garraffa          | Trapani                                 |
| Sicilia               | Partito Liberale Italiano                     | Francesco Candioto         | Termini Imerese - Cefalù                |
| Sicilia               | Partito Socialista Democratico Italiano       | Vincenza Bono Parrino      | Alcamo                                  |
| Sardegna              | Democrazia Cristiana                          | Nino Giagu                 | Tempio - Ozieri                         |
| Sardegna              | Democrazia Cristiana                          | Salvatore Ladu             | Nuoro                                   |
| Sardegna              | Democrazia Cristiana                          | Lucio Abis                 | Oristano                                |
| Sardegna              | Democrazia Cristiana                          | Pietro Montresori          | Sassari                                 |
| Sardegna              | Partito Democratico della Sinistra            | Salvatore Cherchi          | Iglesias                                |
| Sardegna              | Partito Democratico della Sinistra            | Mario Pinna                | Nuoro                                   |
| Sardegna              | Partito Socialista Italiano                   | Mario Cocciu               | Tempio - Ozieri                         |
| Sardegna              | Partito Socialista Italiano                   | Paolo Fogu                 | Iglesias                                |
| Sardegna              | Federalismo - Pensionati Uomini Vivi          | Valentino Martelli         | Cagliari                                |
| Valle d'Aosta         | Vallée d'Aoste Autonomie Progrès Fédéralisme  | Cesare Dujany              | Aosta                                   |